# Віктор Альтер
Віктор А́льтер (Wiktor Alter, 1890, Млава, Польща — 1943, Самара, Росія) — один із лідерів Бунда в Польщі.

## Біографія
Народився в заможній хасидській сім'ї. Інженер за освітою. З 1912 р. активіст Бунда у Варшаві. За політичну діяльність був засланий в Сибір, звідки втік. Під час Першої світової війни жив в Англії, де був робочім, а згодом інженером. Повернувши в Польщу після лютневої революції 1917 р., став членом ЦК Бунду.
В 1919—1939 рр. Альтер був одним із керівників Бунду і єврейських профспілок в Польщі. Протягом 20 років член муніципалітету Варшави, а з 1936 р. і член ради єврейської общини. Після поразки Польщі в вересні 1939 р. Альтер втік із Варшави на територію, зайняту радянськими військами. Невдовзі був заарештований і в липні 1941 р. засуджений до розстрілу. У вересні 1941 р. Альтер був відпущений із в'язниці разом з Х. Ерліхом в зв'язку з наступним створенням Єврейського антифашистського комітету, генеральним секретарем якого радянська влада передбачала його призначити. Але 4 грудня 1941 р. Альтер і Х. Ерліх були знову заарештовані. 14 травня 1942 р. Ерліх покінчив життя самогубством у в'язниці, Альтер був страчений в лютому 1943 р.
Автор творів: «Цу дер іднфраге ін Пойлн» (« До єврейського питання в Польщі», 1937), «Антисемитизм в цифрах» (1937, польською мовою).